# Российско-лихтенштейнские отношения
Российско-лихтенштейнские отношения — двусторонние дипломатические отношения между Лихтенштейном и Российской Федерацией, а также их предшественниками.

## История

### Наполеоновские войны
В одной из первых лихтенштейнских эмиграций, между 1793 и 1828 годами из княжества эмигрировало 123 человека, часть из которых направилась в Россию.
В 1-й коалиционной войне Лихтенштейн, как часть Священной Римской империи, предоставил коалиционным войскам контингент около 20 человек в 1793—1796. Во 2-й коалиционной войне и в 5-й коалиционной войне регион между Боденским озером и Граубюнденом стал ареной военных конфликтов и транзитной зоной австрийских, французских и русских войск.
После битвы народов в октябре 1813 года Рейнская конфедерация, к которой принадлежал Лихтенштейн, распалась. Для продолжения кампании против Наполеона во Франции Лихтенштейн предоставил союзникам контингент в 80 человек, который был интегрирован в военный корпус Великого герцогства Баден, но он не участвовал в боевых действиях. Когда Наполеон вернулся во Францию в марте 1815 года из своего места ссылки, война началась снова. Лихтенштейн предоставил продовольствие и контингент в 80 человек, который был развернут без потерь с мая по ноябрь 1815 года.

### Отношения в 1815—1914 годах
Лихтенштейн присоединился к Священному союзу. Россия, как Австрия и Пруссия, гарантировали Лихтенштейну суверенитет в 1815 году.
Существуют версия, согласно которой в 1867 году император России Александр II предложил князю Лихтенштейна купить Аляску. Князь отказался, поскольку считал, что территория не имеет ничего полезного. Князь Лихтенштейна Ханс-Адам II подтвердил, что предложение о покупке было.
Франц I, князь Лихтенштейна в 1929—1938 годах, был послом Австро-Венгрии в России в 1894—1898 годах и проявлял большой интерес к России.

### Первая мировая война
Российская империя в войне выступила на стороне Антанты, тогда как Лихтенштейн был нейтрален в конфликте, но симпатизировал и оказывал поддержку Центральным Державам. С началом войны Россия интернировала лихтенштейнцев и частично конфисковала их активы. Княжество было включено в торговую блокаду Антанты с 1916 года. В австро-венгерской армии воевали лихтенштейнские добровольцы. 16 августа 1915 года во время Великого русского отступления бою под Варшавой погиб член Лихтенштейнской княжеской семьи Генрих Алоиз Лихтенштейнский, будучи офицером австро-венгерской армии. Власти Лихтенштейна официально заявили, что павший принц являлся австрийским генералом и не представлял интересы Лихтенштейна.
В ходе войны Российская империя распалась, а на её место пришло РСФСР, а затем и СССР.

### Межвоенный период
Дипломатические отношения не устанавливались. Между Лихтенштейном и СССР существовали лишь формальные отношения.

### Вторая мировая война

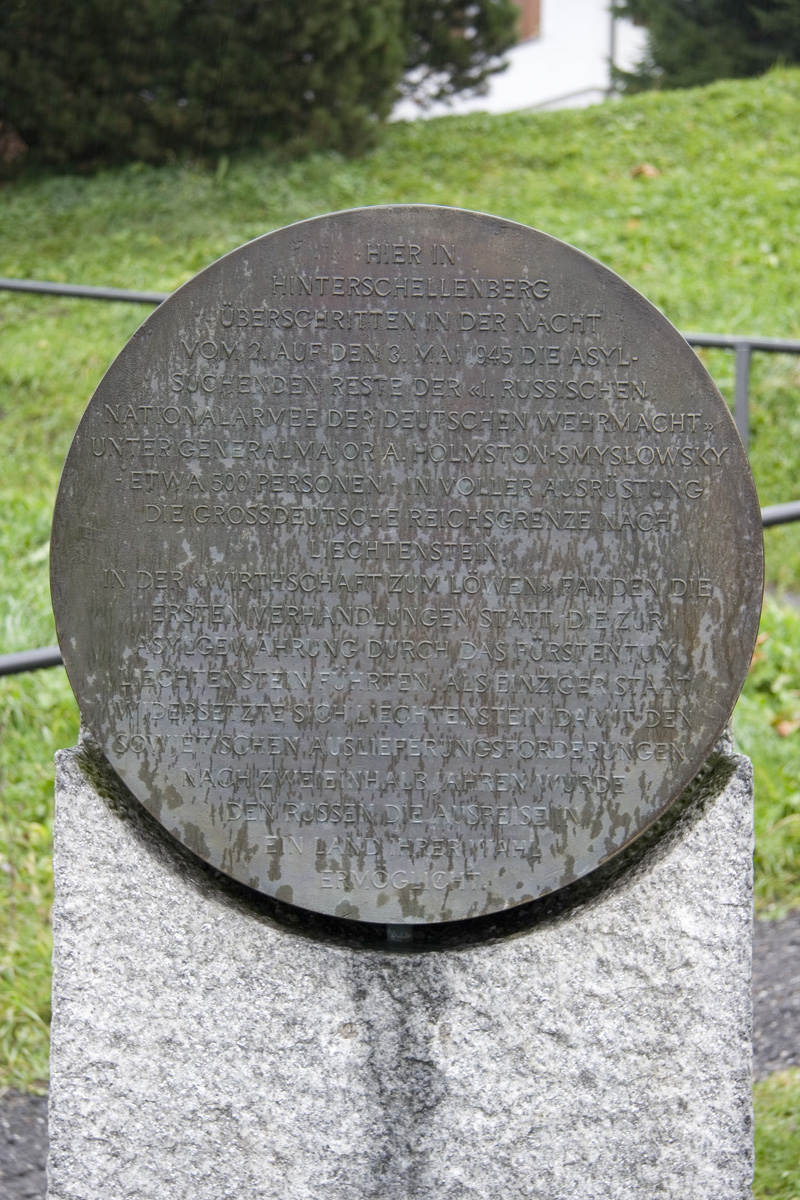
Памятник в Лихтенштейне 1-й Русской национальной армии

Лихтенштейн соблюдал нейтралитет в конфликте, а СССР с 1941 года выступал на стороне Антигитлеровской коалиции. В ночь на 2 мая 1945 года остатки 1-й Русской национальной армии, которая по-прежнему насчитывала 494 человека, пересекла границу Лихтенштейна. Они были интернированы в Лихтенштейне. Князь и правительство пытались избавиться от них быстро. К концу июля 1945 года около половины интернированных выехали из Лихтенштейна в Форарльберг для репатриации. Еще 104 русских последовали за советской репатриационной комиссией летом 1945 года. Около 130 русских, в том числе около 20 женщин, отказались возвращаться в Советский Союз. Экстрадиция была отклонена правительством Лихтенштейна. До 1948 года они эмигрировали в западные страны, большинство в Аргентину. Борис Алексеевич Хольмстон-Смысловский, его жена и бывший лейтенант позже снова жили в Лихтенштейне. Российское интернирование запечатлелось в коллективной памяти Лихтенштейна. Возник миф: «Лихтенштейн был единственной страной, которая бросила вызов Сталину и не экстрадировала российскую армию». Памятник коллаборационистам был установлен в Хинтер-Шелленберге в 1980 году, а в 1995 году была отслужена русская православная панихида.
СССР неоднократно и настоятельно требовал экстрадиции коллаборационистов с целью суда над ними, однако не достиг результата. Барон Эдуард Фальц-Фейн утверждал в мемуарах, что «Лихтенштейн отказался производить экстрадицию, мотивировав это отсутствием юридической силы Ялтинского соглашения на территории княжества».

### Холодная война
Отношения между Лихтенштейном и СССР стали напряжёнными из-за отказа в экстрадиции остатков 1-й Русской национальной армии.
Лихтенштейн во время Холодной войны был нейтрален, но встал на сторону Запада идеологически, политически и экономически. Например, дебаты о передаче Эльхорна Швейцарии в 1948 году проходили с опасениями о возможном нападении Советского Союза. Ядерная угроза привела к расширению гражданской обороны с 1960-х годов в Лихтенштейне. В 1964—1965 годах лихтенштейнское правительство построило в Вадуце командный бункер с защитой от ядерных бомб. Лихтенштейн осудил подавление Венгерского восстания в 1956 году и ввод войск в Чехословакию 1968 года. Княжество подписало Заключительный акт СБСЕ в 1975 году. Лихтенштейн дважды бойкотировал Олимпийские игры — в 1956 году в Мельбурне в знак протеста против подавления венгерского восстания и в 1980 году в Москве из-за советской войны в Афганистане.
Во время распада СССР в огромных количествах советские валютные и золотые запасы были переведены в Лихтенштейн.

### Лихтенштейн и Российская Федерация

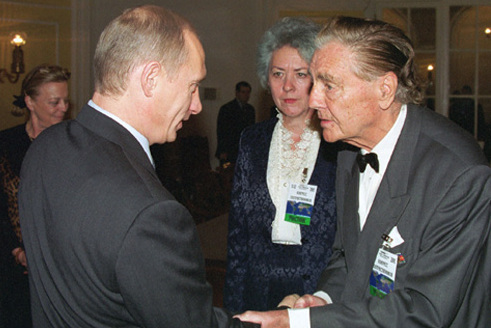
Президент России Владимир Путин и барон Эдуард фон Фальц-Фейн, 2001 год

Дипломатические отношения между Россией и Лихтенштейном были установлены 30 января 1994 года. Российский посол в Швейцарии по совместительству аккредитован и в Лихтенштейне, 11 июля 2006 года в Вадуце было открыто почётное российское консульство. Швейцарское посольство, расположенное в Москве, представляет Лихтенштейн в России.
Между странами регулярно совершались взаимные визиты официальных лиц. Осуществлялись контакты между правоохранительными органами, обмен информацией в налогово-финансовой сфере, культурное сотрудничество. В сфере экономического сотрудничества между Россией и Лихтенштейном действует режим наибольшего благоприятствования. По данным Лихтенштейна, товарооборот между странами составил в 2008 году 69,7 млн швейцарских франков. Существенный вклад в развитие связей между двумя странами внёс барон Эдуард фон Фальц-Фейн, общественный деятель Лихтенштейна и меценат, имевший российское происхождение.

#### Вторжение России на Украину (2022)
Лихтенштейн осудил вторжение России на Украину в 2022 году:

Правительство Лихтенштейна решительно осуждает российскую военную операцию в Украине. Это нападение представляет собой вопиющее нарушение международного права и основополагающих норм международного порядка. Правительство Лихтенштейна крайне обеспокоено последними событиями в Украине и призывает правительство России немедленно прекратить боевые действия. Правительство призывает к соблюдению норм международного гуманитарного права и защите гражданского населения в зоне военных действий.

В этой сложной ситуации правительство Лихтенштейна выражает свою солидарность с украинским народом и правительством. Созданный правительством штаб по кризису в Украине в настоящее время анализирует возможные последствия конфликта на постоянной основе и с привлечением всех соответствующих органов. Правительство рассматривает очень своевременную автономную и полную последующую деятельность в связи с санкциями, введенными ЕС.

Несмотря на недавнюю эскалацию, правительство продолжает надеяться на мирное решение конфликта. Лихтенштейн поддерживает интенсивные усилия международных организаций и стран-партнеров по предотвращению войны в Европе.

Оригинальный текст (нем.)
Die liechtensteinische Regierung verurteilt die russische Militäroperation in der Ukraine aufs Schärfste. Dieser Angriff stellt einen eklatanten Verstoss gegen das Völkerrecht und einen Bruch mit den fundamentalen Regeln der internationalen Ordnung dar. Die liechtensteinische Regierung ist über die jüngsten Entwicklungen in der Ukraine äusserst besorgt und appelliert an die russische Regierung, die Kriegshandlungen umgehend einzustellen. Sie ruft zur Einhaltung des humanitären Völkerrechts sowie zum Schutz von Zivilistinnen und Zivilisten im Kriegsgebiet auf.
In dieser herausfordernden Lage drückt die liechtensteinische Regierung ihre Solidarität mit der ukrainischen Bevölkerung und Regierung aus. Der von der Regierung eingesetzte Stab zur Ukraine-Krise analysiert derzeit laufend und unter Einbezug aller relevanten Stellen mögliche Auswirkungen des Konflikts. Die Regierung prüft einen sehr zeitnahen autonomen und vollständigen Nachvollzug der von der EU erlassenen Sanktionen.

Trotz der jüngsten Eskalationen hofft die Regierung weiterhin auf eine friedliche Lösung des Konflikts. Liechtenstein unterstützt die intensiven Bemühungen internationaler Organisationen und seiner Partnerländer, Krieg in Europa zu verhindern.

Лихтенштейн присоединился к санкциям ЕС. Лихтенштейн был внесён в российский список недружественных государств. Правительство Лихтенштейна пообещало выделить 500 000 швейцарских франков из своего существующего бюджета международного гуманитарного сотрудничества и развития на гуманитарные проекты по оказанию помощи пострадавшим от войны.